# 媽祖閣
媽祖閣（葡萄牙語：Templo de A-Má），俗稱媽閣廟（粵語拼音：ma5 gok3 miu6，「媽」變調為「馬」） ，舊稱娘媽廟、海覺寺、天妃廟，是位於澳門半島西南方媽閣山山腰上的一座主要奉祀海神媽祖的廟宇，約創建於1553年至1557年前，為澳門標誌性建築物之一，與蓮峰廟及普濟禪院是澳門三大古剎，也是其中最古老的一座廟宇。
媽祖閣在建築上具閩南特色，是澳門現存廟宇中有實物可考的最古老的廟宇，亦是原建築物保存得最長久的澳門文化遺產，見證了澳門數百年來的變遷。1992年，媽祖閣被當選為「澳門八景」之一，並獲得「媽閣紫煙」這一雅號。2005年，媽祖閣作為澳門歷史城區的一部分被列入世界文化遺產名錄內。

## 創廟傳說

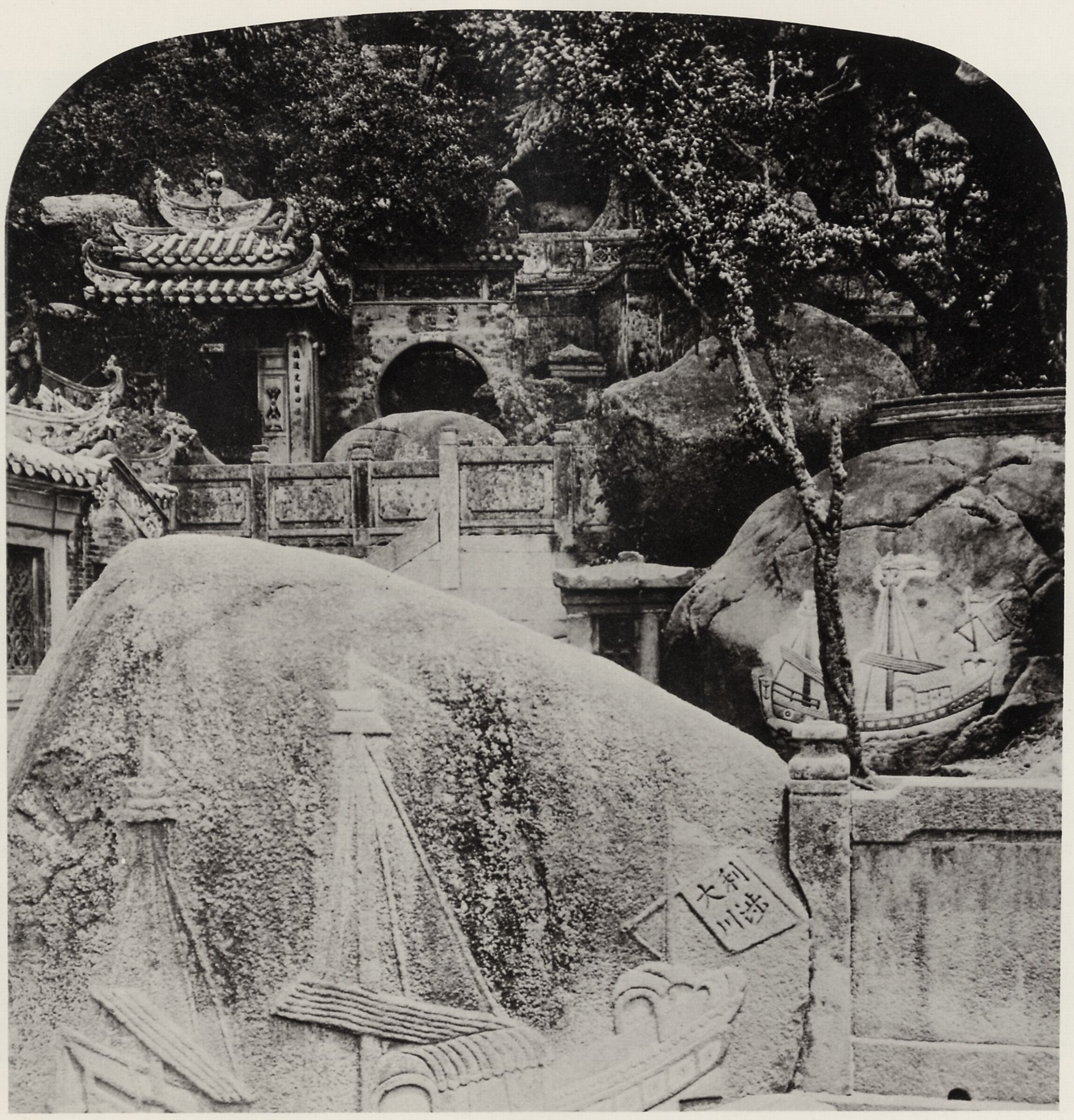
拍攝於約1900年的洋船石

媽祖閣創廟傳說的版本多種多樣，當中包括書籍、口述歷史及碑文記載，而各種不同的記載基本上都有媽祖保佑船民、福建商人和海上貿易等元素：
據媽閣廟內的碑文記載：相傳明朝年間有福建商人乘船去澳門，天后娘娘（媽祖）化身爲老嫗登船隨行，一夜之間疾駛千里，平安抵達後老嫗即失蹤，福建人便在老嫗失蹤之處塑像立廟奉祀，即現時的媽閣廟。
據澳門同知印光任、張汝霖合撰的成書於1751年的專著《澳門記略》記載：
|  | 「相傳明萬曆時，閩賈巨舶被颶殆甚，俄見神女立於山側，一舟遂安，立廟祠天妃，名其地曰娘媽角。娘媽者，閩語天妃也。於廟前石上鐫舟形及『利涉大川』四字，以昭神異。」 |

在明朝萬曆年間，有來澳門經商的福建富商大船途中被颶風吹襲，幾乎沉沒，突然人們看到有一名神女站在山邊，她使出法力，令船隻安然抵達澳門，後來人們在娘媽角（現媽祖閣一帶）立廟祭祀她。又在廟前石上刻下「利涉大川」四個大字。
據1867年4月29日第17號《澳門憲報》記載：一艘要從福建出海的船在即將出發之際，有一名女子要求上船，但因當時船上已裝滿貨物和乘客而被拒絕，經女子流淚哀求下終獲登船，並被安排坐在船頭的一個角落。船隻駛離港口後不久便遭到風暴，眾人大驚，船長在無奈之下決定返航。這個時候從船頭傳來一串溫柔、銀鈴般的聲音吩咐船長不要慌張，沉着駕駛，風浪馬上便平息，後來船在駛過一個海岬並找到了避風處，駛過去靠岸拋錨。後來人們發現女子不見了，乘客們到岸上去找，結果發現了一尊女神塑像，乘客認為是天妃顯靈，故爲該神像立廟，即現時的媽閣廟。

## 歷史

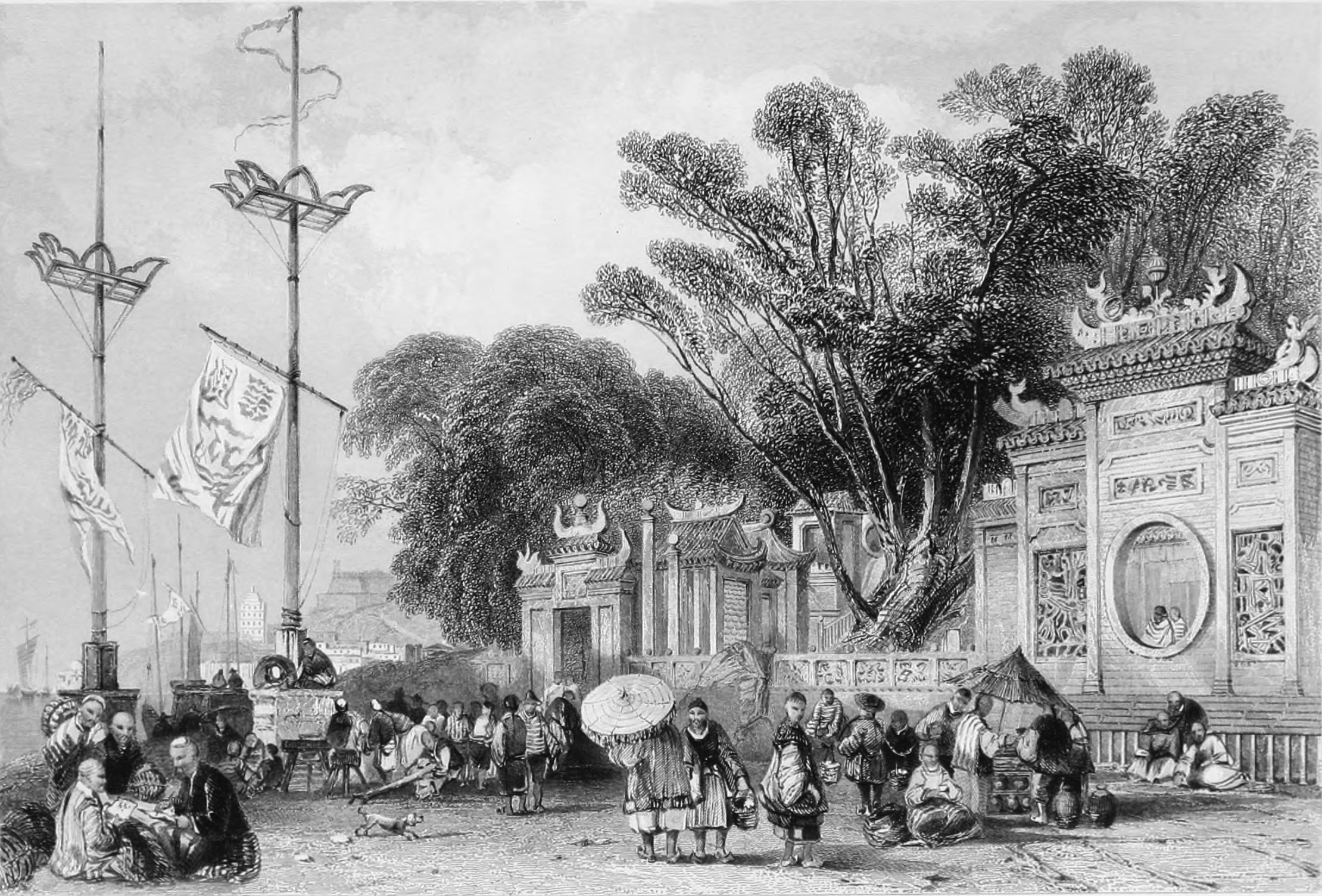
19世紀的媽祖閣畫作，由英國畫家湯瑪斯·艾龍姆所繪

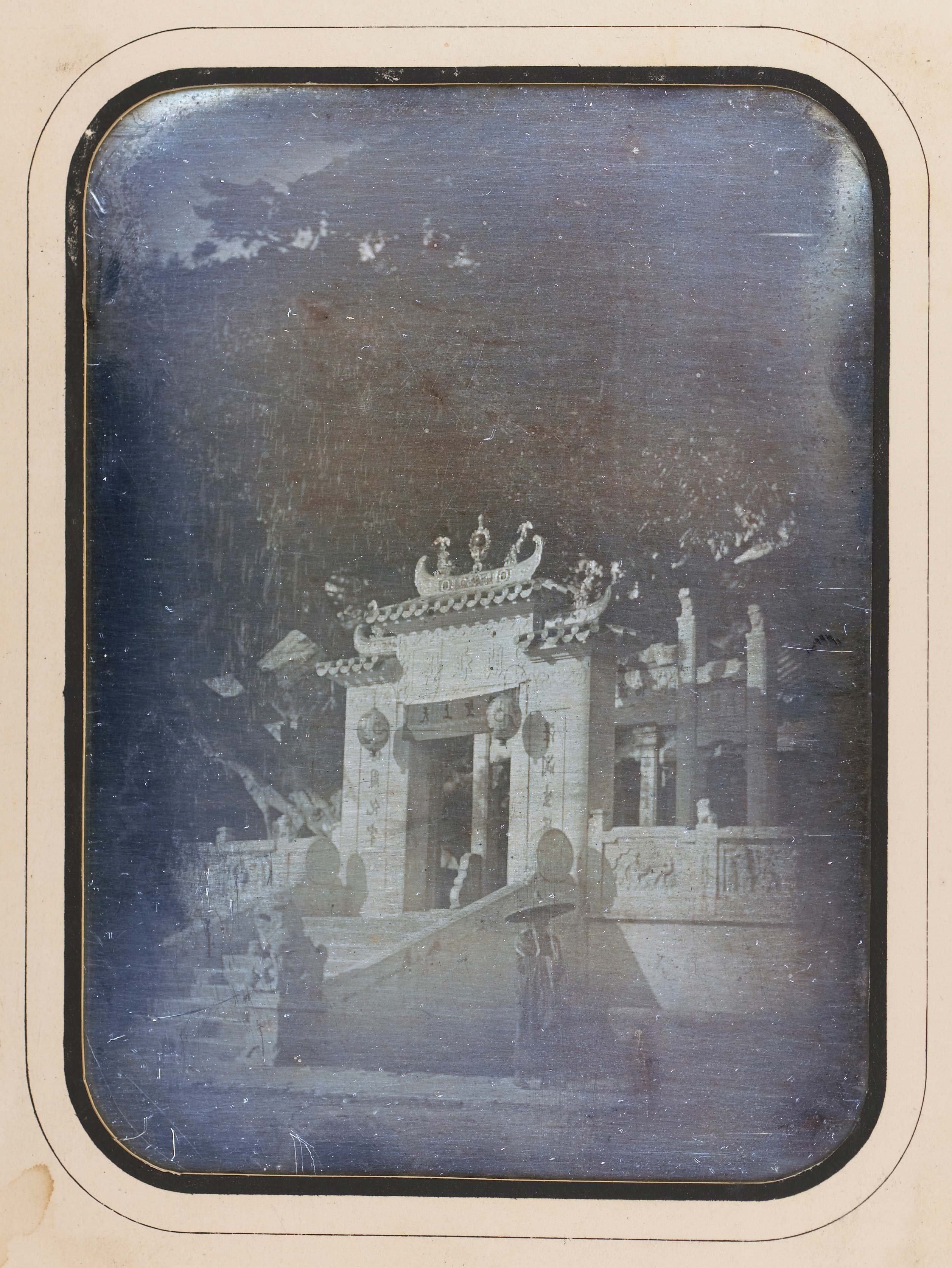

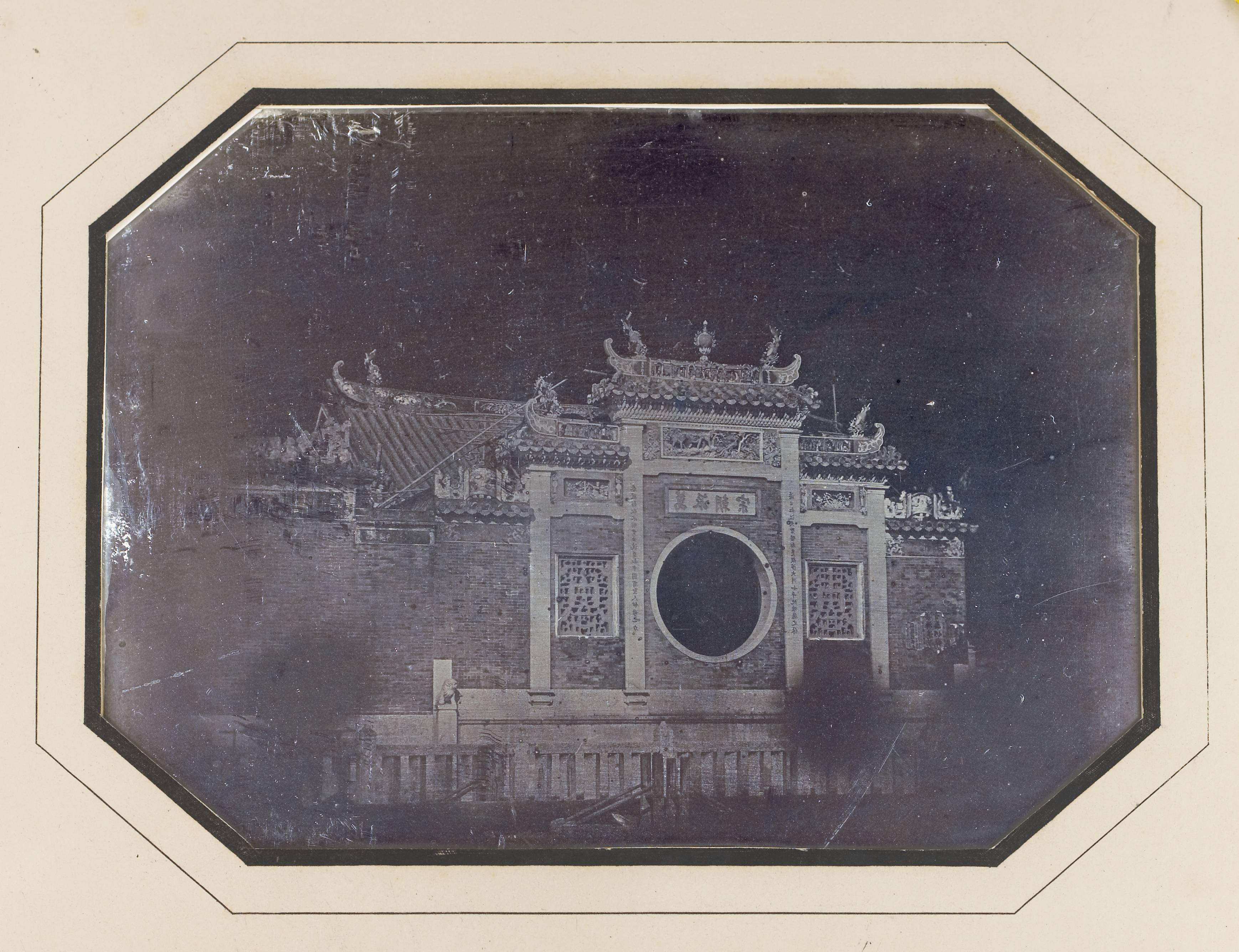
法國業餘攝影師于勒·埃及爾於1844年拍攝的媽祖閣，是澳門及中國最早的一批照片之一

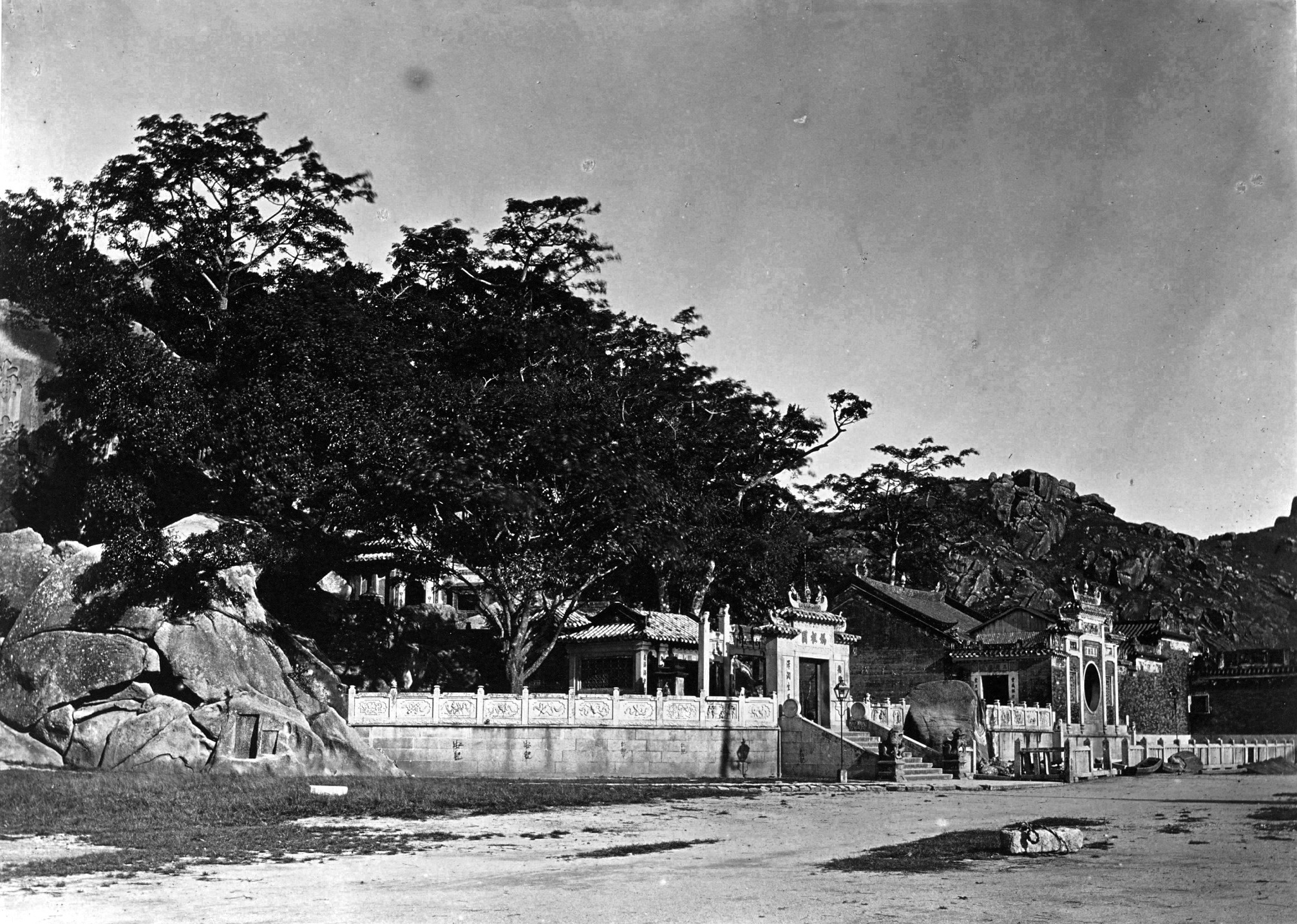
媽祖閣，1860年至1880年間拍攝

媽閣廟的建廟年份至今未有定論，在史學界中亦是具爭論性的話題，現時大部分學者認定在葡萄牙人定居澳門前（即1553年至1557年前），在媽閣廟現址已有供奉媽祖的廟宇存在。其中澳門歷史學家吳志良和金國平指出，早期的葡萄牙文文獻、著作基於澳門葡萄牙人古老的傳説，均稱葡萄牙人在1553至1557年抵達澳門時已發現了媽祖廟，並將之定為媽閣廟建廟年份的下限於1582年8月抵達澳門的天主教耶穌會傳教士利瑪竇在他的著作《中國札記》中，提到該處有一座媽祖廟殿；從1751年完稿《澳門記略》的附圖上可見，當時整座廟宇已有一定規模；1828年（清道光八年），媽閣廟重修，廟內建築大為完善。於1874年（同治十三年）及1875年（光緒元年），媽閣廟兩度遭受颱風破壞而受損，經兩年重修擴建後，奠定今天的模樣。

### 創建者考據
中國歷史學者徐曉望推斷，媽閣廟的創建者是福建漳洲走私商人、海賊嚴啟盛，其主要根據為文獻《香山縣鄉土志》中的記載：「天順二年（1458）七月，海賊嚴啟盛來犯。先是，啟盛坐死，囚漳州府；越獄聚徒，下海為盜，敵殺官軍；至廣東招引蕃舶，駕至邑沙尾外洋（則今澳門）。」他亦推斷嚴啟盛在澳門建立走私據點並「招引蕃舶」，是明朝年間澳門作為海上貿易港口發展的起點。中國歷史學家石奕龍則據《粵大記》對相關說法作出補充，指出嚴啟盛在1452年（景泰三年）便在澳門建立據點從事走私貿易，直到1458年（天順二年）被朝廷擊敗，在此六年間以嚴啟盛為首的走私集團很可能在澳門建立了第一座媽祖廟，因為以福建閩人的民間習俗，當地村民每天早晚都要到村廟燒三柱香，以保佑家人平安，以嚴啟盛為首的走私集團在澳門建立貿易的據點後，亦會自然地在當地修建廟宇以遵從自身習俗，又由於福建人多崇拜海神媽祖，故他們所建的廟宇所供奉的神靈很自然地便會首選媽祖。

### 西方畫作及照片記載
十九世紀前往澳門的西方畫家，如法國錢納利和博爾傑（André Auguste Borget）等，留下了廣被傳頌的媽閣廟畫像；1844年8月13日，法國使團一行抵達澳門，海關官員于勒·埃及爾用攜帶的達蓋爾攝影機拍下了一批澳門最早的照片（也是保存下來的中國最早的照片）。

### 火災
1988年2月8日凌晨1時半，媽祖閣內的正覺禪林發生嚴重大火，整個正覺禪林殿幾乎被燒塌，殿內不少極具歷史價值的文物被燒毀，包括一個具有約200多年歷史的銅鐘被火燒熔，20多個牌匾、布幔、香案、關帝和韋陀菩薩的神像、神龕、精工雕琢的閩式貨船模型、逾百年歷史的大鼓等文物皆毀於一旦，後來由政府按原貌重修，1989年重建工程完竣。2016年2月11日，已被列入世界遺產的正覺禪林再次發生嚴重火災，造成嚴重破壞。

## 建築及景物描述

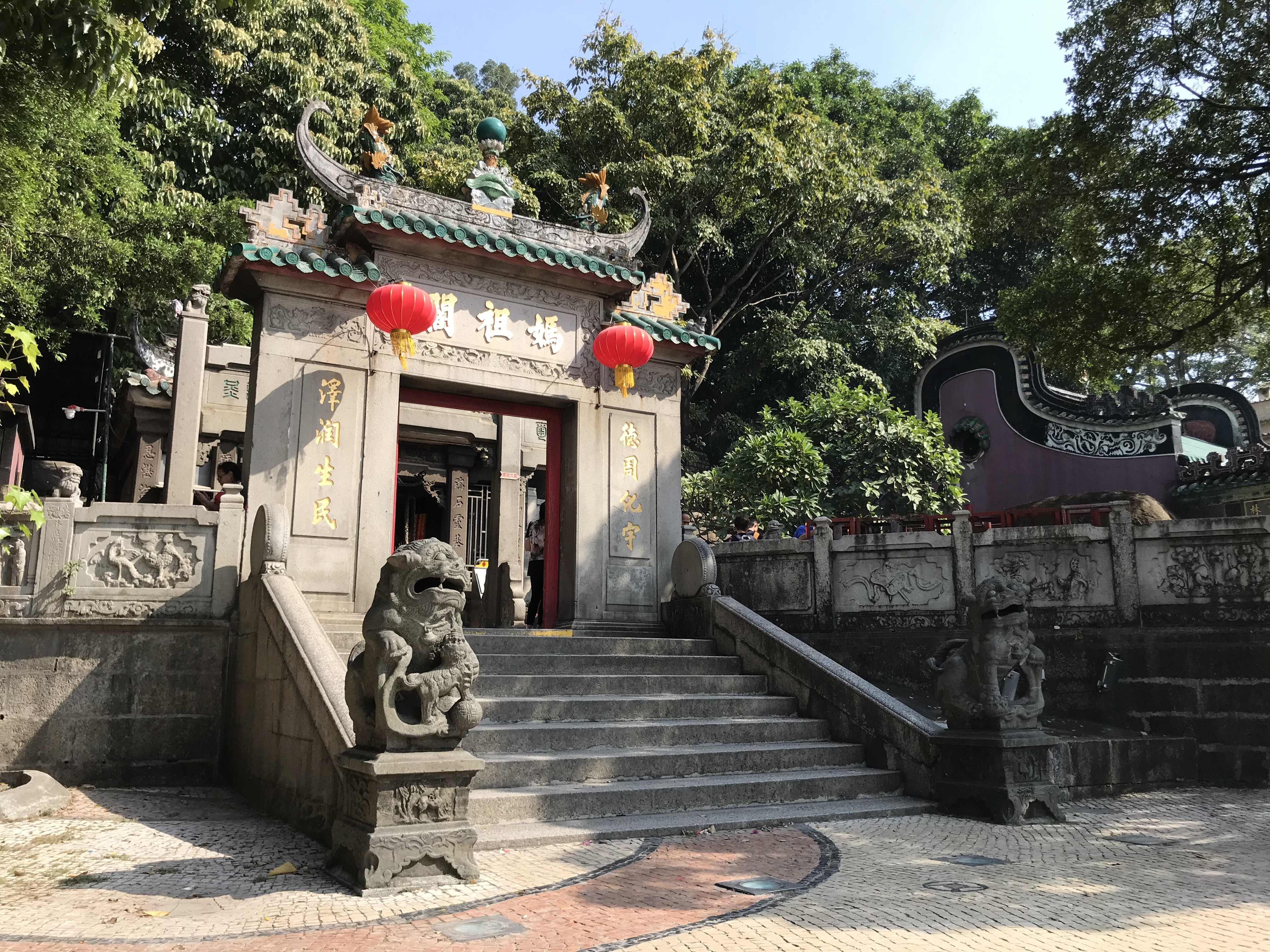
媽祖閣山門

媽祖閣與一般以中軸對稱的傳統廟宇格局不同，其獨特之處在於它依山臨海錯落而建，融合在自然環境中。整座廟宇主要由牌樓和四座古殿組成，分別為正殿（又稱石殿）、弘仁殿、觀音閣和正覺禪林。
媽祖閣的正面山門是一座以花崗石建成的牌樓，牌樓前有石獅子鎮門，門楣刻有「媽祖閣」三字，兩邊分列石鐫對聯「德周化宇，澤潤生民」，意指「媽祖恩德遍及整個宇宙，恩澤滋潤所有老百姓」，牌樓上頂鋪琉璃瓦脊並以鰲魚拱托寶珠做為裝飾。山門後有另一座由花崗石建成的三間四柱衝天式牌坊，在「南國波恬」四字的左右兩側以篆書題寫破體「珠光」和「寶氣」，其中「光」宇以異體字「炗」代替，「炗」底部有一個「火」字以強調火光的意味，寓意祈願廟內香火更為鼎盛。

### 四座古廟

#### 正殿

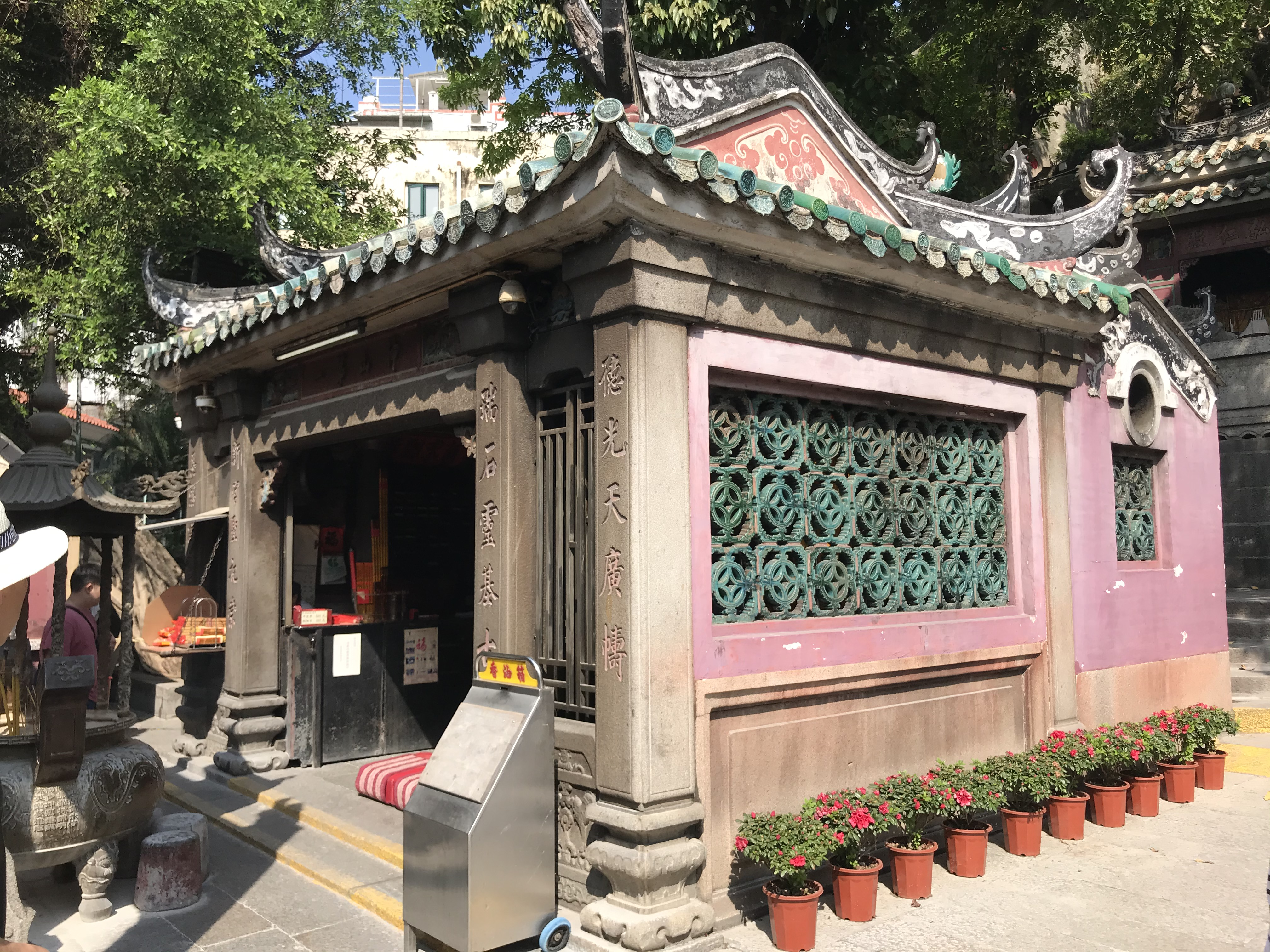
石殿

正殿又稱石殿或「神山第一殿」，建於1605年（明萬曆三十三年），於1629年（明崇禎二年）及1828年（清道光八年）兩度重修，殿內祀奉天后，媽祖旁有侍女及魔將，該建築物的位置與正門建築、牌坊並排並位於同一軸線上。正殿主要由花崗石和磚頭建成，當中柱、樑、部分牆身以至屋頂均由花崗石修築，屋頂上鋪有琉璃瓦頂，朝拜區的屋頂為歇山卷棚頂式，而神龕區的琉璃屋頂則是重檐廡殿式。

#### 弘仁殿

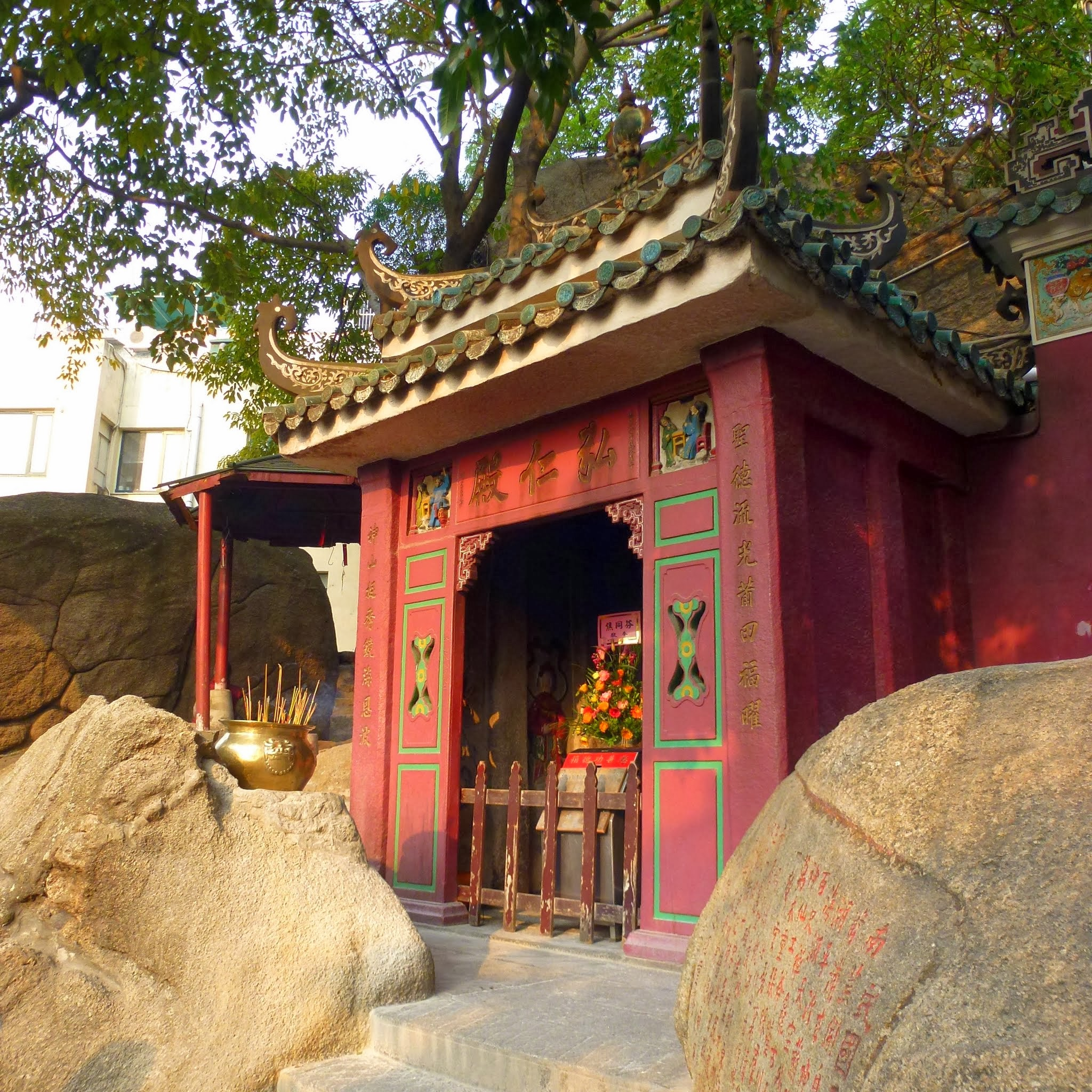
弘仁殿

弘仁殿位於石殿後的小徑上的半山處，是一座由幾面石壁以及山上天然巖石作後牆構成的小型殿室，也是四座古廟中面積最小的建築物，外建有一座小亭與之相連，屋頂的結構為綠色琉璃瓦及飛檐式屋脊裝飾。弘仁殿內同樣是祀奉天后，亦有侍女及魔將伴隨左右，而殿門兩側的對聯寫有「聖德流光莆田福曜，神山挺秀鏡海恩波」。弘仁殿相傳建於1488年（明弘治元年），現時殿門及殿內石龕則為1828年（清道光八年）重修建成。

#### 觀音閣
觀音閣創建於1751年前，最早是一座石亭，於1828年重修，主要建築槍柄為磚石，為一座硬山式建築，閣內供奉觀世音菩薩。

#### 正覺禪林

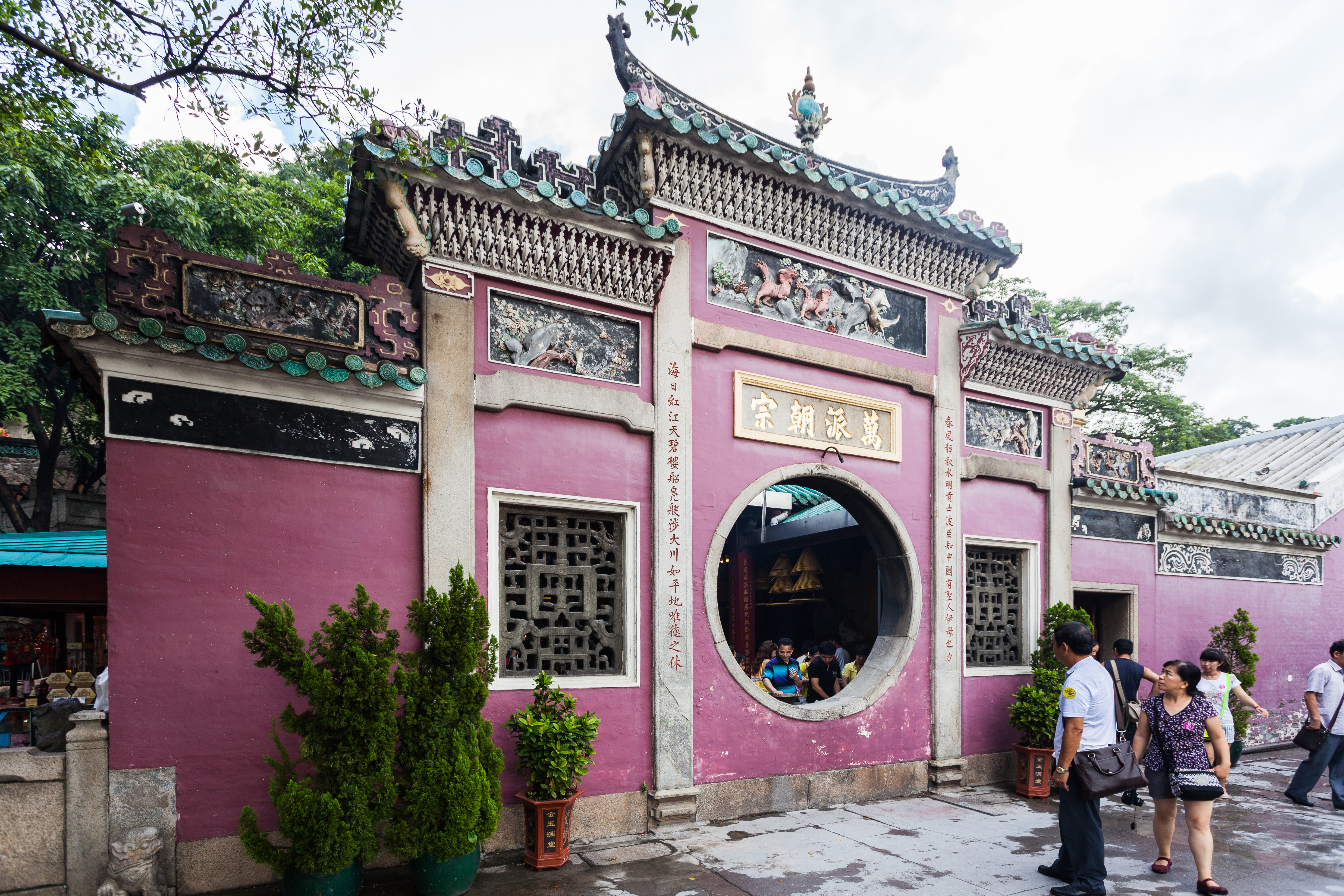
正覺禪林

正覺禪林建於1751年前，於1828年重修（清道光八年），亦是供奉天后。正覺禪林在規模上或是在建築形式上都與其他殿相比而言較為講究，建築由供奉天后的正殿及側殿組成，側殿由磚石築成的民房式，屋頂為硬山式；正殿是屬於四架樑結構建築，佈置上是院落式，中間有兩側的側廊為卷棚式屋頂的天井，主建築被二列各三枝柱分為三個開間，屋頂為琉璃瓦坡頂，兩邊側牆頂部有防火作用的具有閩南特色的山牆。正覺禪林分別於1988年2月8日和2016年2月11日發生嚴重火災，造成嚴重破壞。

### 摩崖石刻
媽閣廟內的山間約有24幅摩崖石刻，大部份是清代文人或官員遊山時所題。歷史學者汪欣欣和鄧景濱認為，媽閣廟內的摩崖石刻以早期的詩歌形態和詩歌面貌反映了澳門的南國風光和豐富的人文生活，是研究澳門清中後期歷史變遷、文人交遊最珍貴的歷史資料。
媽閣廟中最古老的石刻詩是題刻於1738年（清乾隆三年）、被稱為「媽閣摩崖第一詩」的〈水碧沙明遠映鮮〉，該詩原來位於海覺石上的最古題字石刻「海覺」二字下面，在1800年（嘉慶五年） 於媽閣廟的一個修築圍墻的工程中被圍墻石塊所堵，同年被重刻在另處，後來經過多年的風雨侵蝕，重刻版本的字跡已模糊不清，難以辨識；此外，該詩在歷來的傳抄過程中也出現嚴重訛誤，導致出現了八處異文。後來據汪欣欣和鄧景濱考證，「媽閣摩崖第一詩」的作者被確認為是林國垣，而最接近該詩原貌的版本如下：
「水碧沙明遠映鮮，蓮花仙島湧清漣。岸窮海角應無地，路轉林深別有天。一任飛潛空際色，半分夷夏雜人煙。遙心已托南溟外，獨坐松陰覺妙禪。」
林國垣於1738年在媽閣廟內的石壁上題寫了第一首詩作後，文人雅士繼踵而至並相繼在媽閣廟內留下石刻詩，為媽閣廟增添了不少文人氣息，亦形成了澳門歷史上獨特的媽閣石刻詩文化。相繼在媽閣廟內留下詩詞作品的人士包括廣州知府張道源，清朝軍官、書法家張玉堂、廣東布政使黃恩彤以及名士潘仕成等人。
1787年，張道源到澳門處理民蕃糾紛，在逗留期間於媽祖閣寫下一首五律詩：「逕轉蓮花島，天然石構亭。當軒浮積水，護楫（音接）有仙靈。海覺終宵碧，榕垂萬古青。鯨波常砥定，風雨任冥冥。」在詩的最後表達出「任憑風浪再大，也無畏無懼」的心情。
清朝道光年間，張玉堂在廟內以手指頭題書，寫下一首和詩：「魚龍朝闕處，勝地著聲靈。玉樹逼巖翠，蓮峯浮海青。苔侵三徑石，竹繞半山亭。更上層巒望，煙波入杳冥。」以讚美媽祖閣的風景。
1844年7月3日，兩廣總督耆英在澳門簽訂《中美望廈條約》後，其隨同參贊黃恩彤和潘仕成翌日到媽閣廟題壁，分別留下詩作：「欹石如伏虎，奔濤有怒龍。偶攜一尊酒，來聽數聲鐘」（署名潘仕成）以及「蒼山峨峨，碧海迴波。仗我佛力，除一切魔」（署名黃恩彤）。外界對前者的解讀有多種看法，一說認為該詩表達出作者在簽署不平等條約後忿忿不平、只能借酒澆愁的心情，而另一說認為作者將恥辱忘清光，把詩寫得如此閒適；另一首詩的「魔」字代表心魔和外敵，表達出作者祈願佛力消滅外敵的心聲。

### 三大奇石
據《澳門記略》記載，媽閣廟內有三塊奇石：洋船石、海覺石及蝦蟆石。這些奇石是歷代文人雅士詠吟的對象，現除蝦蟆石外，洋船石和海覺石尚存完好。

#### 洋船石

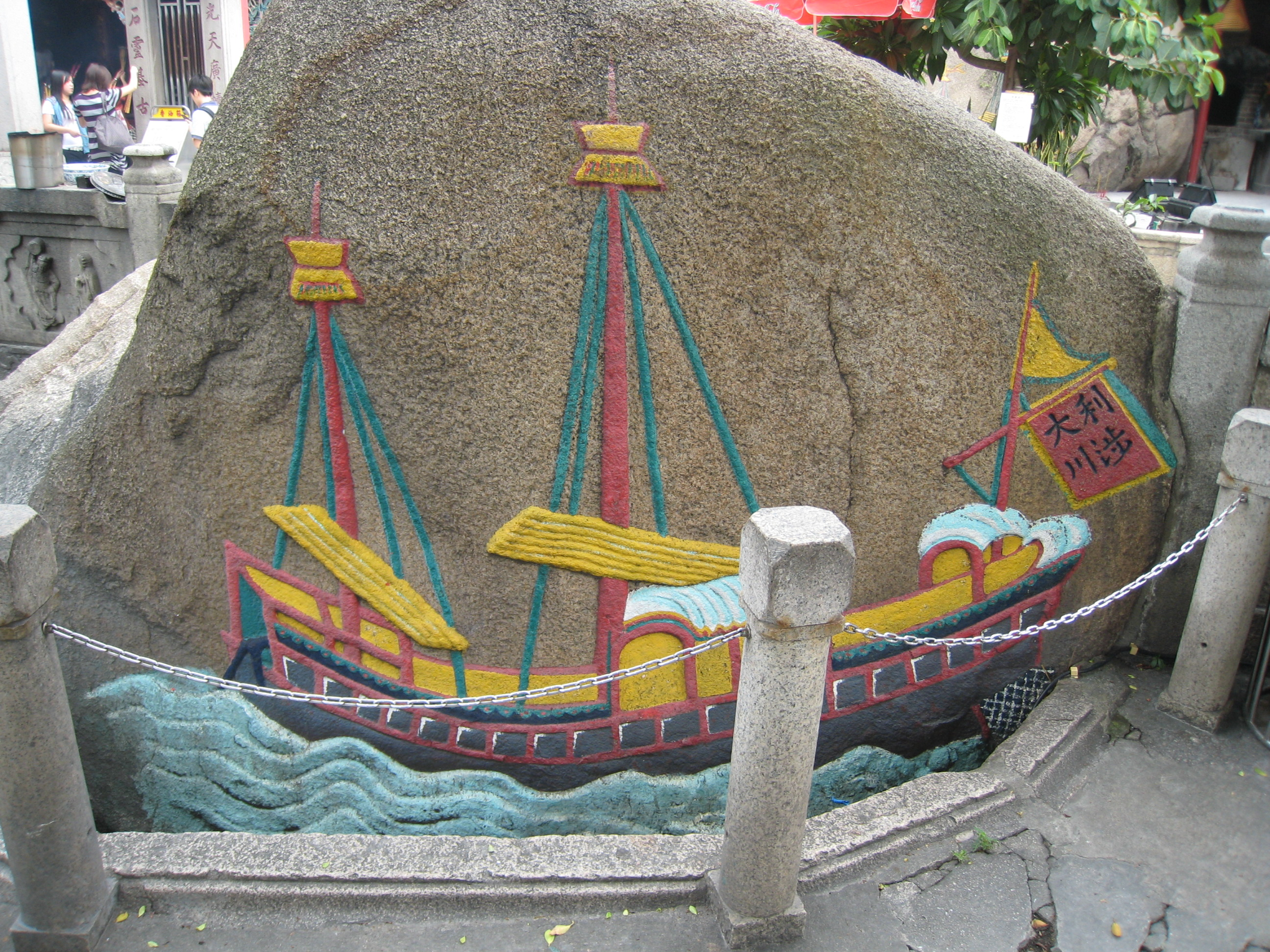
洋船石

洋船石是一塊從平地突起的岩石，高三、四尺，位於媽閣廟入門右方，石上刻有俗稱「大眼雞」的古代中國古代海船，尾桅上的幡旗刻有「利涉大川」四字，正是《澳門記略》所記載的那面石刻圖畫，距今有400多年的歷史。

#### 海覺石
海覺石上刻有媽閣廟中最古老、林國垣於1738年所題的石刻字「海覺」兩個大字，以及刻有清代道光八年（1828年）李謙堂所題兩個在媽閣廟中最大的字——「太乙」。

#### 蝦蟆石
據《澳門紀略》記載，蝦蟆石「其形圓，其色清潤，每風雨當夕，海潮初上，則閣閣有聲」。該石位於媽閣廟前海邊，中間有空洞，洞中空氣受天氣影響變化，當風雨來臨或潮汐轉變時，被潮水衝擊的蝦蟆石都會產生像蟾蜍鳴叫的響聲，據說昔日的漁民會以該石作爲出海南針，若聽到蝦蟆石出現鳴聲便不敢出海作業，以避風險。1868年，蝦蟆石在澳葡政府的填海工程下消失。

## 景觀危機

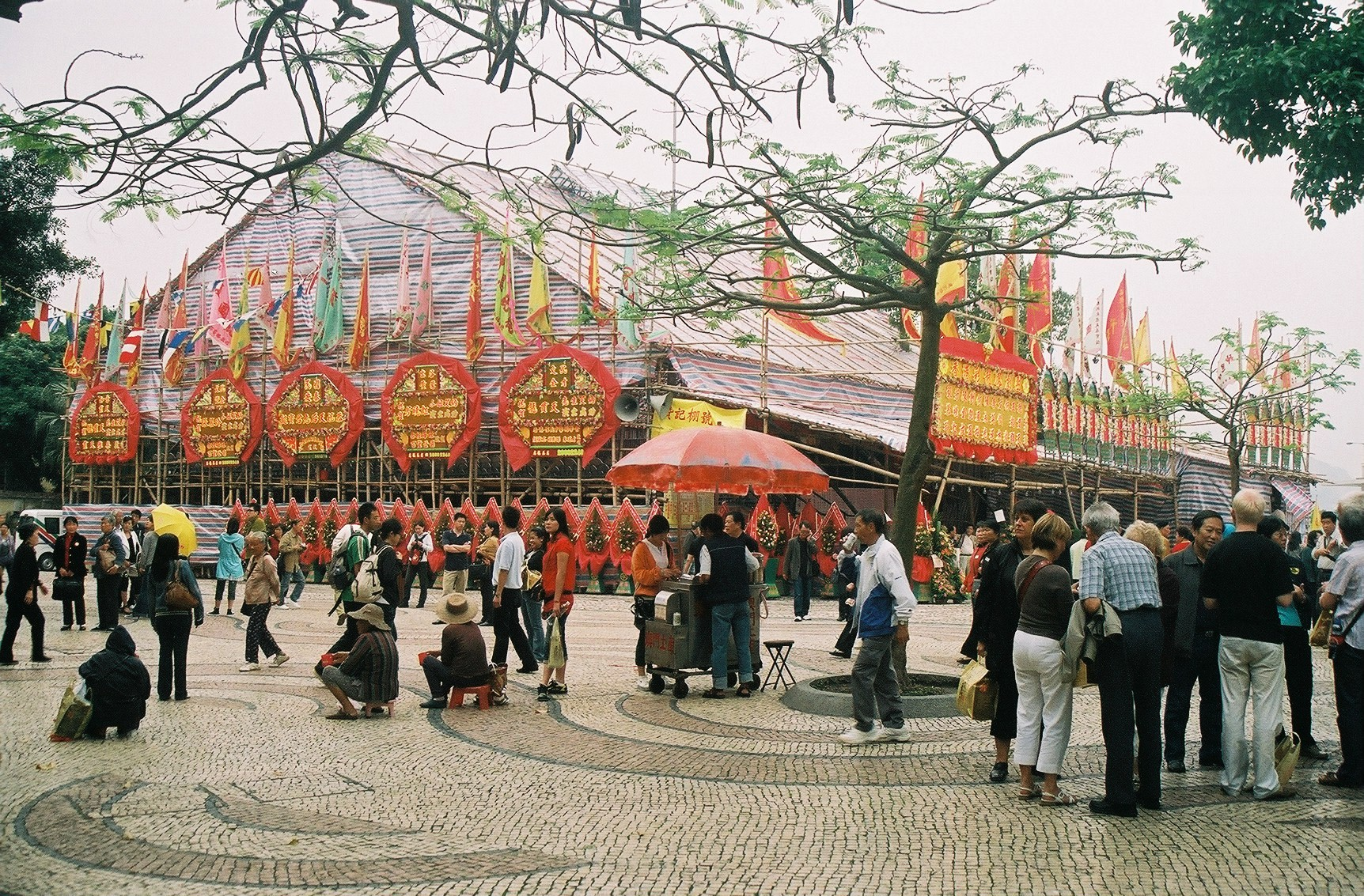
天后誕神功戲戲棚

2006年6月，澳門立法會議員高天賜揭發澳門特區政府已秘密地與葡萄牙駐港澳總領事館等達成共識，同意在媽祖閣對面興建新的葡文學校教學大樓。高天賜批評相關行為是只著重私人利益而置文物古跡及附近環境的景觀于不顧，是繼5月的藍屋仔事件後再次引起澳門社會對文物保護的關注。另據傳媒消息，媽閣廟對開海面還將繼續向珠海灣仔方向填海，作為未來海底隧道或橋樑落腳點，另外還會在該處興建一幢五星級大酒店。
6月14日，立法議員區錦新在議程前發言中指出，澳葡政府年代的葡萄牙人在興建澳門海事博物館時也懂得尊重中國傳統，把博物館建在媽閣廟對出左側，以避免阻擋媽祖閣與大海之間的景觀，然而特區政府卻對傳統漫不經心，企圖把葡文學校教學大樓建在媽閣廟正前方。
葡文學校家長會主席指出拆遷計劃違反了師生的意願，而且葡文學校的建築具有歷史及中西美學融合的意義。澳門時事評論員黃東則批評澳門政府一面大力宣傳保護世遺，一面卻「自打嘴巴，樹立第一個反面教材」（澳門文化局透過中國政府向聯合國世界遺產委員會遞交的申遺報告，以及向內外推廣「澳門歷史城區」的文宣品，都強調媽祖閣「守護內港的入口」，如拆遷計劃成事，等於媽祖閣的入海口完全被堵塞）。
同年，葡文學校的搬遷計劃被取消，媽祖閣的景觀危機暫時得以解除。

## 紙幣取材
媽閣廟正門被澳門的發鈔銀行多次用作澳門幣紙幣正面的圖案，包括：
- 澳門大西洋銀行
  - 1945年（壹圓、伍圓、拾圓、貳拾伍圓、伍拾圓；壹佰圓、伍佰圓）
  - 1990年與1999年（伍佰圓）
  - 1981年大西洋銀行發行的伍圓紙幣為媽閣廟側門正面照。
- 澳門中國銀行
  - 1999年與2003年（貳拾圓）
  - 2008年（拾圓）
  - 2024年（伍佰圓）

## 交通

### 公共巴士
M3 媽閣交通樞紐（Centro Modal de Transportes da Barra）
路線：1、2、5、6B、10、11、18、18B、21A、61
M198 西灣湖景大馬路／媽閣碼頭（Avenida Panorâmica do Lago Sai Van / Ponte-cais da Barra）
路線：1、2、3A、5、6B、9、10、11、18、18B、21A、26、55、60、61、65、71S、MT4、N3
M203 媽閣廟站（Templo Á Ma）
路線：1、2、5、6B、10、11、16S、18、21A、26、28B、55、60、61、65、71S、MT4、N3
M277 西灣湖景大馬路／媽閣交通樞紐（Av. Panorâmica do Lago Sao Van / Centro Modal de Transportes da Barra）
路線：16S、26、28B、55、60、65、71S、N3

### 輕軌
- █  氹仔線媽閣站

## 詮釋
1. ↑  根據《潮汕字典》所注，「媽」的閩語可讀作「目啊切（上聲）」，即讀如「馬」；根據《潮汕新字典》，「媽」可讀為「媽」和「螞」（即「馬」音）。因澳門媽祖廟首先由福建人奉立，故當時的本地人隨建廟者的讀音將「媽」讀如「馬」。至今澳門人多按照傳統習慣將「媽閣」讀如「馬閣」[1]。
2. ↑  澳門三大古剎分別為媽祖閣（媽閣廟）、蓮峰廟與普濟禪院（觀音堂）[3]

## 外部連結
- 區錦新議程前發言（2006年6月14日）
- 葡文學校選址破壞媽閣廟景觀有違申遺精神新華澳報　華澳人語（2006年6月14日）
- 澳門古代摩崖石刻文字考釋[永久]
- JULES ITIER AND THE COMING OF PHOTOGRAPHY TO ASIA （页面存档备份，存于）

| 澳門歷史城區 |
| 建築 |
| 媽閣廟 \| 港務局大樓 \| 鄭家大屋 \| 聖老楞佐教堂 \| 聖若瑟修院大樓及聖堂 \| 崗頂劇院 \| 何東圖書館大樓 \| 聖奧斯定教堂 \| 市政署大樓 \| 三街會館（關帝廟） \| 仁慈堂大樓（仁慈堂博物館） \| 大堂（主教座堂） \| 大堂巷七號住宅（盧家大屋） \| 玫瑰聖母堂 \| 大三巴牌坊 \| 哪吒廟 \| 舊城牆遺址 \| 大炮台 \| 聖安多尼教堂（花王堂） \| 東方基金會會址 \| 基督教墳場（包括馬禮遜小教堂） \| 東望洋炮台（包括聖母雪地殿教堂及燈塔）（保育危機） |
| 前地 |
| 媽閣廟前地 \| 亞婆井前地 \| 崗頂前地 \| 議事亭前地 \| 板樟堂前地 \| 大堂前地 \| 耶穌會紀念廣場 \| 賈梅士前地 |
| 区内其他地点及街道 |
| 海事博物館 \| 妈阁斜巷 \| 妈阁街 \| 高楼街 \| 政府總部事務局 \| 聖若瑟教區中學第二、三校 \| 龙嵩正街 \| 亞美打利庇盧大馬路 \| 聖若瑟教區中學第四校 \| 澳門郵政局大樓 \| 聖物寶庫 \| 大三巴街 \| 天主教藝術博物館與墓室 \| 澳門博物館 \| 大炮台山 \| 花王堂街 \| 白鸽巢总站 \| 东望洋山 |